# Roberto Prosseda

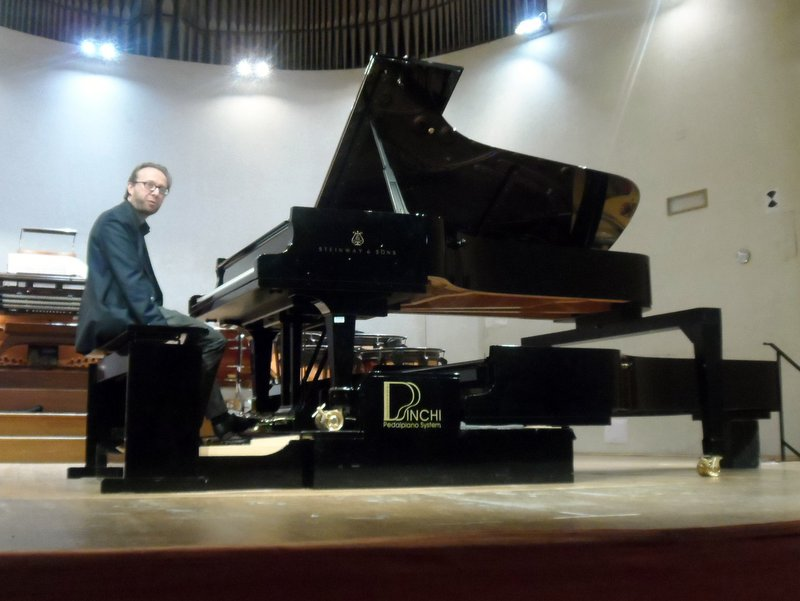
Roberto Prosseda (Florenz 2013)

Roberto Prosseda (* 7. Mai 1975 in Latina, Region Lazio, Italien) ist ein italienischer Pianist und Musikwissenschaftler.

## Leben
Prosseda begann bereits als Kind mit Kompositionen und erlernte ab dem sechsten Lebensjahr in seiner Heimatstadt das Piano. Später studierte er in Imola unter anderem bei Alexander Lonquich, Boris Petrushansky und Franco Scala sowie in Cadenabbia am Comer See unter anderem bei Dmitri Alexandrowitsch Baschkirow, Leon Fleisher und Charles Rosen.
Prosseda ist als Solopianist weltweit aufgetreten und hat mit Orchestern in aller Welt gespielt. Seit 1999 ist er zusammen mit seiner Ehefrau Alessandra Ammara als Pianistenduo zu hören. Er hat bisher mehr als 20 Stücke von Felix Mendelssohn Bartholdy vorgestellt, die bis dahin noch nicht der Öffentlichkeit bekannt waren.
Im italienischen Fernsehen war er 2009 der Autor einer Dokumentation über den Mendelssohn inedito, den Unveröffentlichten Mendelssohn, ebenso wie 2010 bei der Dokumentation der RAI über Frédéric Chopin.
Prosseda ist aktiv tätig, um italienische Komponisten des 19. Jahrhunderts wie Goffredo Petrassi und Luigi Dallapiccola in unserer Zeit wieder bekannt zu machen. Des Weiteren haben Komponisten des 20. Jahrhunderts Pianostücke für ihn geschrieben, so Nicola Campogrande, Paolo Castaldi, Aldo Clementi, Luca Lombardi und Alessandro Solbiati.
Prosseda befasst sich mit der Neu- und Weiterentwicklung des Pedalflügels und hat seit 2011 mehrere Konzerte auf diesem Instrument des 19. Jahrhunderts initiiert.

## Wettbewerbe und Preise
- Internationaler Schubert-Wettbewerb Dortmund
- Sonderpreis beim 7. Internationalen Mozartwettbewerb Salzburg 1997/1999
- Premio Petrassi 2010

## Veröffentlichungen
- Il pianoforte (= Lezioni private). Edizioni Curci, Mailand 2013, ISBN 978-88-6395-047-2.